# ミリオンダラー・ホテル
『ミリオンダラー・ホテル』（The Million Dollar Hotel）は、2000年に公開されたドイツ・イギリス・アメリカの合作映画。ヴィム・ヴェンダース監督。
第50回ベルリン国際映画祭にて銀熊賞（審査員賞）を受賞。

## 概要
題名の「ミリオンダラーホテル」はロサンゼルスに実在したホテル。1987年にアイルランドのロックバンドU2が当地で「ホエア・ザ・ストリーツ・ハブ・ノー・ネーム」のミュージック・ビデオを撮影した際、ボーカリストのボノが屋上の巨大看板をみて着想を得たという。
ヴェンダースは『夢の涯てまでも』の主題歌やミュージックビデオ撮影などでU2と親交があり、ボノの原案をふくらませる形で、大都会の寓話的なラブストーリーとして映画化するに至った。

## あらすじ
ロサンゼルスのダウンタウンにある安宿「ミリオンダラー・ホテル」には、ひと癖もふた癖もある住人たちが住み着いていた。その中のひとり、トムトムは知的障害を持つ心優しい青年。彼は住人のエロイーズに密かな恋心を寄せていた。
ある日、トムトムの親友イジーが屋上から転落死し、調査のためFBI捜査官スキナーがホテルを訪れる。高圧的に容疑者探しを進めるスキナーに対し、住人たちはしたたかな態度で応対する。
やがて、トムトムはエロイーズと心を通わせあうが、気の弱さが災いしてイジー殺しの犯人に仕立てられ、警察に追われる身となる。一緒に逃げようというエロイーズを残し、トムトムは彼女への至上の愛を感じながら屋上を駆け抜け、軽やかに宙へと舞う。

## キャスト
※括弧内は日本語吹き替え
- トム・トム：ジェレミー・デイビス（宮本充）
- エロイーズ：ミラ・ジョヴォヴィッチ（松谷彼哉）
- スキナー刑事：メル・ギブソン（菅生隆之）
- ディクシー：ピーター・ストーメア（山路和弘）
- ヴィヴィアン：アマンダ・プラマー（小宮和枝）
- ジェロニモ：ジミー・スミッツ（田中正彦）
- ジェシカ：グロリア・スチュアート（翠準子）

## 音楽
サウンドトラックの製作にはU2のほか、ブライアン・イーノとダニエル・ラノワという常連プロデューサーコンビや、ブラッド・メルドー、その他ミュージシャンが参加。ミリオンダラー・ホテル・バンド（MDHバンド）名義で演奏を行なった。ヒロイン役のミラ・ジョヴォヴィッチも「サテライト・オブ・ラヴ」（ルー・リード原曲）のヴォーカルを吹き込んだ。
主題歌の「ザ・グラウンド・ビニース・ハー・フィート）」は作家サルマン・ラシュディの同名作品を読んだボノが、その中の詩に曲をつけたもの。本作のサントラのほかに、U2のアルバム『オール・ザット・ユー・キャント・リーヴ・ビハインド』の日本盤ボーナストラックとして収録されている。